# Troisième partie de soirée
La troisième partie de soirée (en anglais « late night television ») désigne la plage horaire à la télévision faisant suite à la première ou deuxième partie de soirée. Elle se situe entre minuit et 5h du matin. 
Aux États-Unis ce terme est généralement employé pour désigner la plage horaire où sont diffusés les magazines de débat ou les talk shows (alors appelés late-night shows), soit après 23 heures à la suite du journal de la nuit,. 
En général lors de la diffusion des programmes dans cette case horaire, les chaîne de télévision au niveau de l'audimat se concentre sur l'audience consolidé et non sur l'audience en direct.

## Intérêt
Cette plage horaire est utilisée non dans un but d'obtenir de l'audience ou une quelconque rentabilité, mais particulièrement pour un schéma stratégique. Les buts stratégiques des chaînes peuvent être nombreux. Cette case horaire peut-être utilisée pour diffuser des séries d'une classification majeure, par exemple France 4 lors de la diffusion de Rick et Morty en 2015, la chaîne, après avoir acquis les droits de diffusion du programme ne l'a diffusé que dans la troisième partie de soirée, en raison de sa classification majeure l'empêchant d'être diffusé dans la programmation régulière ; ainsi, France 4 peut diffuser ce genre de programme sans anicroche polémique ou perte d'économie.
Elle peut également servir aux chaînes pour diffuser un contenu exécrable pour une grande partie du public, par exemple une chaîne de télévision voulant diffuser une émission qui pourrait créer la polémique jusqu'à même être sanctionnée lourdement, peut donc la diffuser en troisième partie de soirée évitant les risques de sanction (les chaînes ne peuvent diffuser aucun contenu censuré ou interdit par la loi).
Elle permet aussi aux chaînes de diffuser un programme qu'ils auraient voulu déprogrammer avant l'autorisation pour ainsi limiter les pertes ; par exemple, M6 lors de la diffusion de TheBridge en 2019, le programme diffusé aux heures habituelles ne faisait pratiquement pas de résultat satisfaisant, ayant un taux de revenus publicitaires extrêmement insuffisant. M6 ne pouvant pas la déprogrammer avant une certaine date (afin éviter une considérable perte d'argent), décide de la diffuser en troisième partie de soirée, c'est-à-dire entre 1h30 et 3h30 et, ainsi, ne pas causer une perte d'audience ou d'économie dans sa programmation régulière,.